# 2668 Tataria
A 2668 Tataria (ideiglenes jelöléssel 1976 QV) a Naprendszer kisbolygóövében található aszteroida. Nyikolaj Sztyepanovics Csernih fedezte fel 1976. augusztus 26-án.